# Народный историко-краеведческий музей Октябрьского района
Народный историко-краеведческий музей Октябрьского района  — музей в пос. Каменоломни Октябрьского района Ростовской области.
Адрес музея: 346480, Ростовская область, Октябрьский район, р.п. Каменоломни, пер. Шоссейный, д. 10-в

## История и описание
9 мая 1967 года в соответствии с решением бюро РК КПСС и Райисполкома Октябрьского района Ростовской области в посёлке Каменоломни был создан музей боевой славы. Музей разместился в комнате Дома культуры железнодорожников. В то время в музее проводили приём пионеры и в ряды ВЛКСМ. Руководил музеем на общественных началах Суворов Г. Н. Суворов продолжал работать директором музея в течение 10 лет (с 1967 по октябрь 1977 год), проделав большую работу по сбору материалов и экспонатов.
Позднее в посёлке построили для музея новое здание. После смерти в 1978 году Г. Н. Суворова музей оказался безхозным, в результате чего были утеряны многие экспонаты и документы.
В 1987 году музей вновь открылся. Его директором был назначен Присухин Тимофей Петрович. Помощь ему в восстановлении коллекции оказал бывший военком подполковник Касьянов И. Н. С мая 1987 года экспозиции музея дважды расширялись, а в 1996 году для музея дополнительно выделили новое помещение.
В настоящее время музей размещается в двух залах: зал боевой и трудовой славы и исторический зал. В музее хранятся 9 красных знамён, его основной фонд насчитывает 860 единиц хранения.
В собрании музея собрано несколько коллекций:
- «Письменные источники» с наградными документами Великой Отечественной войны 1941—1945 гг., фронтовыми письмами и материалами об истории Октябрьского района.
- «Фотографии» довоенного времени и советского периода, именные фотоальбомы.
- Коллекция «Нумизматики» с орденами и медалями, знаками участников Великой Отечественной войны и др.
- Коллекция «Историко-бытовых предметов» с предметами, рассказывающими о хозяйственных занятиях, обычаях Донских казаков.
- В коллекция «Оружие» собраны образцы оружия и боеприпасов времён Великой Отечественной войны. Все они были найдены на территории Октябрьского района.
- Коллекция «Живопись» с картинами художницы и поэтессы Киселёвой А. Д.

В 1992 году Министерство Культуры Российской Федерации присвоило музею звание «Народный музей». Теперь это «Народный историко-краеведческий музей Октябрьского (сельского) района».
Силами музея проводится поисковая работа, работа по военно-патриотическому воспитанию молодёжи. Результатом работ стали издания очерков: «Наша Малая Родина» (о пос. Каменоломни), «Придонская трагедия» (о боях отряда советских воинов с фашистами 14 января 1943 года), «Освобождение Октябрьского (сельского) района в 1943 году», «Дорогие мои земляки».